# Rivière du Chêne (Leclercville)
Pour les articles homonymes, voir Chêne (homonymie).
La rivière du Chêne est un affluent de la rive sud du fleuve Saint-Laurent. Cette rivière coule dans les municipalités de Sainte-Agathe-de-Lotbinière, Saint-Gilles, Dosquet, Lyster (MRC de L'Érable), Saint-Janvier-de-Joly, Val-Alain, Saint-Édouard-de-Lotbinière, Lotbinière et Leclercville, dans la municipalité régionale de comté (MRC) de Lotbinière, dans la région administrative du Chaudière-Appalaches, au Québec, au Canada.

## Géographie
Les principaux bassins versants voisins de la rivière du Chêne sont :
- Côté nord : fleuve Saint-Laurent ;
- Côté est : rivière du Bois Clair, rivière aux Ormes, bas des Boucher, rivière du Petit Sault, rivière Henri, rivière Noire, rivière Beaurivage, rivière Rouge, rivière Filkars ;
- Côté sud : rivière Bécancour, rivière Armagh ;
- Côté ouest : Petite rivière du Chêne, fleuve Saint-Laurent.

La rivière du Chêne prend sa source en zone agricole à l'ouest du village de Sainte-Agathe-de-Lotbinière, au nord-est de la route 271 et au sud de la route 218.
La rivière du Chêne coule sur 80,6 km, répartis selon les segments suivants :
Cours supérieur de la rivière (segment de 21,0 km)
À partir de sa zone de tête, la rivière du Chêne coule sur :
- 2,1 km vers l'est, jusqu'à une route de campagne ;
- 3,6 km vers le nord-ouest, jusqu'à la route 218 ;
- 4,3 km vers l'ouest, en coupant sur une centaine de mètres la partie sud du territoire de Saint-Gilles, jusqu'à la route 271 ;
- 5,3 km vers l'ouest, jusqu'à la limite municipale de Sainte-Agathe-de-Lotbinière et de Lyster ;
- 3,8 km vers le nord-ouest, en traversant la partie nord de Lyster ;
- 1,9 km vers l'ouest, jusqu'à la route 116, dans la municipalité de Dosquet.

Cours intermédiaire de la rivière (segment de 34,1 km)
À partir de la route 116, la rivière du Chêne coule sur :
- 3,6 km vers le nord-ouest, en formant une courbe vers le nord-est, dans Dosquet, jusqu'à la limite municipale de Lyster ;
- 0,7 km vers l'ouest dans Lyster, jusqu'à une route ;
- 4,4 km vers l'ouest, jusqu'à la limite de Lyster et de Saint-Janvier-de-Joly ;
- 0,6 km vers l'ouest, dans la municipalité de Saint-Janvier-de-Joly ;
- 1,7 km vers l'ouest, dans la municipalité de Lyster, jusqu'à la confluence de la rivière aux Chevreuils ;
- 0,9 km vers l'ouest, jusqu'à une route ;
- 3,8 km vers l'ouest, jusqu'au pont routier du village de Val-Alain ;
- 4,6 km (ou 2,8 km en ligne directe) vers le nord-ouest, jusqu'au pont de l'autoroute 20 ;
- 6,4 km (ou 4,0 km en ligne directe) vers le nord, jusqu'à la limite entre les municipalités de Val-Alain et de Leclercville ;
- 7,4 km (ou 3,2 km en ligne directe) vers le nord-est, en serpentant jusqu'à la confluence de la rivière Henri, soit le lieu-dit "Les Trois-Fourches".

Cours inférieur de la rivière (segment de 25,5 km)
À partir de la confluence avec la rivière Henri située dans Leclercville, la rivière du Chêne coule sur :
- 7,5 km (ou 4,4 km en ligne directe) vers le nord-ouest, en passant au lieu-dit Fonds de Badoche et à l'île à Soucy, en serpentant jusqu'à la route 226 ; le dernier 1,3 km de ce segment constitue la limite municipale entre Saint-Édouard-de-Lotbinière et Leclercville ;
- 16,2 km (ou 7,8 km en ligne directe) vers l'ouest, jusqu'à la limite de la municipalité de village de Leclercville ;
- 1,4 km vers le nord-ouest, en zigzaguant dans Leclercville jusqu'à la route 132 ;
- 0,4 km vers le nord-ouest, jusqu'à sa confluence.

La rivière du Chêne se déverse sur les battures du Chêne, sur la rive sud de l'estuaire du Saint-Laurent, au village de Leclercville. Sa conflence est située à la pointe de Leclercville, à l'ouest du centre du village de Lotbinière, à l'est du centre du village de Deschaillons-sur-Saint-Laurent et à l'ouest du village de Saint-Édouard. Elle est aussi localisée à 3,3 km à l'est de la confluence de la Petite rivière du Chêne.

## Toponymie
Le toponyme Rivière du Chêne a été officialisé le 5 décembre 1968 à la Commission de toponymie du Québec.